# WinSCP
WinSCPは、Martin Přikrylがオープンソースで開発・公開している、ファイルを暗号化しコンピュータ間でファイル転送を行うSSHクライアントのアプリケーションソフトウェアである。本ソフトウェアはWindowsで動作する。
本ソフトウェアで、SSHの機能のうちSCP (Secure copy) とSFTPサブシステムでの通信ができ、FTPSサーバへの接続も可能である。そのプログラム内部ではPuTTYを使用してSSHでの通信を実現している。バージョン5.13からはAmazon Simple Storage Serviceのプロトコルにも対応している。その後の拡張により WebDAV や Amazon S3 への接続も可能となっている。

## セキュリティ
2010年にマルウェアのGumblarによってPC内のFTPアカウント情報を窃取される問題が発生した。しかし、当時のWinSCPの最新版はパスワードのAESによる暗号化やマスターパスワードを既に採用しており、利用者による多大な被害は免れた。